# Bradyrhizobium cytisi
Bradyrhizobium cytisi (лат.) — вид азотфиксирующей бактерий из рода Bradyrhizobium, выделенная из клубеньков на корнях Cytisus villosus. Проявляет устойчивость к антибиотикам ампициллину, пенициллину, клоксациллину, полимиксину B, ципрофлоксацину и эритромицину, чувствителен к тетрациклину, цефуроксиму, неомицину и гентамицину. Типовые штаммы: CECT 7749, CTAW11, LMG 25866, Peix CTAW11.